# Veli Lampi
Veli Lampi (ur. 18 lipca 1984 w Seinäjoki) – fiński piłkarz grający na pozycji prawego obrońcy.

## Kariera klubowa
Lampi pochodzi z miasta Seinäjoki. Karierę rozpoczął w tamtejszym klubie Sepsi-78 Seinäjoki i w 2001 roku zadebiutował w nim w trzeciej lidze fińskiej. W 2002 roku przeszedł do pierwszoligowego Vaasan Palloseura. Na koniec roku spadł z nim jednak do drugiej ligi, w której grał do 2004 roku.
Na początku 2005 roku Lampi trafił do drużyny HJK Helsinki. W jego barwach zadebiutował 28 kwietnia 2005 w wygranym 2:0 domowym meczu z Tornion Pallo -47. W 2005 i 2006 roku dwukrotnie z rzędu wywalczył z HJK wicemistrzostwo Finlandii. W 2006 roku odniósł także inny sukces - wywalczył Puchar Finlandii (1:0 w finale z KPV Kokkola).
Na początku 2007 roku Lampi wyjechał do Szwajcarii i podpisał kontrakt z FC Zürich. Swój debiut w nowym klubie zaliczył 4 marca 2007 w meczu z FC Schaffhausen (4:0). W 2007 roku po raz pierwszy w karierze wywalczył mistrzostwo Szwajcarii. Z kolei w 2009 roku po raz drugi został z Zurychem mistrzem kraju. W 2010 roku został wypożyczony do FC Aarau i spędził w nim pół sezonu.
Latem 2010 Lampi przeszedł do holenderskiego Willem II Tilburg. W Eredivisie zadebiutował 7 sierpnia 2010 w przegranym 0:3 wyjazdowym spotkaniu z Heraclesem Almelo. Latem 2011 podpisał kontrakt z Arsenałem Kijów. Po rozformowaniu Arsenału w grudniu 2013 powrócił do HJK Helsinki. W listopadzie 2015 podpisał roczny kontrakt z Vaasan Palloseura z możliwością przedłużenia o kolejny rok.
| Sezon   | Klub               | Kraj       | Rozgrywki     | Mecze | Bramki |
| ------- | ------------------ | ---------- | ------------- | ----- | ------ |
| 2001    | Sepsi-78 Seinäjoki | Finlandia  | III liga      | 12    | 3      |
| 2002    | Vaasan Palloseura  | Finlandia  | Veikkausliiga | 7     | 0      |
| 2003    | Vaasan Palloseura  | Finlandia  | Ykkönen       | ?     | ?      |
| 2004    | Vaasan Palloseura  | Finlandia  | Ykkönen       | ?     | ?      |
| 2005    | HJK Helsinki       | Finlandia  | Veikkausliiga | 26    | 0      |
| 2006    | HJK Helsinki       | Finlandia  | Veikkausliiga | 23    | 0      |
| 2006/07 | FC Zürich          | Szwajcaria | Super League  | 11    | 0      |
| 2007/08 | FC Zürich          | Szwajcaria | Super League  | 24    | 0      |
| 2008/09 | FC Zürich          | Szwajcaria | Super League  | 28    | 0      |
| 2009/10 | FC Zürich          | Szwajcaria | Super League  | 12    | 0      |
| 2009/10 | FC Aarau           | Szwajcaria | Super League  | 16    | 0      |
| 2010/11 | Willem II Tilburg  | Holandia   | Eredivisie    |       |        |

## Kariera reprezentacyjna
W reprezentacji Finlandii Lampi zadebiutował 21 stycznia 2006 roku w zremisowanym 1:1 towarzyskim spotkaniu z Arabią Saudyjską.